# Genexus (empresa)
Genexus es una empresa multinacional de software uruguaya abocada al desarrollo de tecnología exclusiva en las áreas de diseño, mantenimiento de bases de datos y de aplicaciones de uso crítico y, en particular, la gestión automática del conocimiento. Su notoriedad es producto de la investigación original realizada desde 1984. Sus fundadores, Breogán Gonda y Nicolás Jodal han sido distinguido por la Academia Nacional de Ingeniería (Uruguay), con el Premio Nacional de Ingeniería 1995 por el proyecto GeneXus.

## Historia
Desde 1984, Genexus desarrolla actividades de investigación originales en el área de bases de datos relacionales, desarrollo de aplicaciones, CASE ("Computer Aided Software Engineering") e inteligencia artificial. El resultado de dicha actividad se prefigura lo que más tarde se revelaría como una tecnología única, y hoy constituye el núcleo de GeneXus.
A partir de 2015, Artech Consultores pasa a llamarse GeneXus.
El 20 de abril de 2022, la empresa argentina Globant adquiere la totalidad de la empresa.